# حرة عويرض
حرة عويرض هي حرة بركانية، تقع غرب محافظة العلا التابعة لمنطقة المدينة المنورة، ترتفع عن محافظة العلا بـ 600 قدم، وتمتد ما بين مدينة تبوك ومحافظة العلا، ويصل طولها إلى 180 كيلومتراً وعرضها 90 كيلومتراً تقريباً، وتشتهر بتضاريسها الوعرة وأوديتها المختلفة، وبها فوهات بركانية على خط مستقيم على طول الحرة، وهي تتفرع على هيئة ألسن وأذرع كثيرة جداً بين الشعاب والأودية.

## محمية حرة عويرض
تعد محمية حرة عويرض أكبر محمية طبيعية في محافظة العلا، تحتوي على 19 نوعاً من الحيوانات المهددة بالانقراض، وعلى 43 نوعًا من الطيور؛ منها 8 أنواع جارحة، كما أنها تحتوي على 55 نوعاً من النباتات النادرة.
في 15 يونيو 2022، سجّلت منظمة الأمم المتحدة للتربية والثقافة والعلوم «اليونسكو» في اجتماعها الرابع والثلاثين المحمية في برنامج الإنسان والمحيط الحيوي (الماب).